# Point Amour Lighthouse
Point Amour Lighthouse ist der zweithöchste Leuchtturm (englisch Lighthouse) in Kanada und der höchste in der Provinz Neufundland und Labrador. Er steht auf der gleichnamigen Landspitze, an der engsten Stelle der Belle-Isle-Straße.

## Geschichte
Die durch Eisgang und Gezeitenströmung gefährliche Belle-Isle-Straße gewann mit dem Beginn der regulären Dampfschifffahrt an Bedeutung für die transatlantischen Seeverbindungen. Für eine sicherere Navigation in dieser Meerenge wurde von der damaligen Provinz Kanada ein Leuchtturm in Auftrag gegeben, dessen Bau 1854 unter der Leitung von François Baby begann. Der Kalkstein für den Turm und das Wohngebäude kam aus benachbarten Steinbrüchen, das übrige Baumaterial musste jedoch mit Schonern von Québec nach L’Anse au Loup und von dort mit Pferdewagen zur Baustelle transportiert werden. Im Sommer 1857 waren der Turm und das Haus für die Leuchtfeuerwärter fertiggestellt.
In den folgenden Jahren kamen weitere Gebäude hinzu: 1875 ein Schuppen für Walöl, 1904 eine drahtlose Funkstation, 1907 ein Lagerschuppen und ein Nebelhorn sowie 1954 und 1967 jeweils ein weiteres Wohngebäude.
Das Leuchtfeuer wurde erstmals im Frühjahr 1858 in Betrieb genommen. Es wurde anfangs mit Walöl, danach mit Petroleum und heute elektrisch betrieben. Die ursprüngliche Fresnel-Linse zweiter Ordnung ist immer noch im Einsatz. Seit 1995 ist das Leuchtfeuer automatisiert.
Seit 2006 ist das Heritage Research Centre, ein Zentrum zur Erforschung des regionalen Natur- und Kulturerbes, in den Nebengebäuden beheimatet. Unweit des Leuchtturms wurde 1974 die archäologische Fundstätte L’Anse Amour Site entdeckt.